# Bij Fanny op schoot
Bij Fanny op schoot is een album geschreven en getekend door Merho in samenwerking met diverse auteurs.

## Het verhaal
In dit album heeft Fanny haar eigen talkshow die wordt uitgezonden op Empty Vie. Elke aflevering neemt 2 bladzijden in beslag. Ze krijgt diverse stripfiguren uit andere reeksen op bezoek, onder meer Suske & Wiske, Urbanus en Kabouter Plop. Alle gasten krijgen aan het einde van de show een borstbeeld van Fanny. Bij Suske en Wiske geeft ze hen een ballon in de vorm van haar borstbeeld. Ook wordt ze één keer vervangen door Alanis, die de show omdoopt in 'Bij Alanis op schoot' en een borstbeeld van zichzelf weggeeft.

### Gastoptredens
- Urbanus door Willy Linthout en Urbanus
- Suske & Wiske door Luc Morjaeu/Studio Vandersteen
- Kabouter Plop door Bruno De Roover
- De Rode Ridder door Studio Vandersteen
- Nero door Marc Sleen
- Cowboy Henk door Kamagurka en Herr Seele
- Kramikske door Jean-Pol
- Natasja door François Walthéry
- Esther Verkest door Kim Duchateau
- De zusjes Kriegel door Marc de Bel
- Cordelia door Ilah
- Guy Verhofstadt, Jean-Luc Dehaene en Louis Tobback uit de politieke cartoons van Erik Meynen
- F.C. De Kampioenen door Hec Leemans
- Agent 327 door Martin Lodewijk
- Urbanus en Jan Bosschaert uit De Geverniste Vernepelingskes, getekend en geschreven door henzelf.

## Trivia
- Door het album heen wordt Jommeke steeds op de set verwacht, maar door omstandigheden (De vliegende bol start niet, hij zit opgesloten bij De koningin van Onderland, ... ) zal hij nooit de show halen.
- In het album zitten achteraan nog 8 pagina's "Making-Of"